# ピッツィゲットーネ
ピッツィゲットーネ（伊: Pizzighettone）は、イタリア共和国ロンバルディア州クレモナ県にある、人口約6,300人の基礎自治体（コムーネ）。

## 地理

### 位置・広がり

#### 隣接コムーネ
隣接するコムーネは以下の通り。括弧内のLOはローディ県所属を示す。
- カッペッラ・カントーネ
- カステルジェルンド (LO)
- コルノヴェッキオ (LO)
- クロッタ・ダッダ
- フォルミガーラ
- グルメッロ・クレモネーゼ・エドゥニーティ
- マレーオ (LO)
- サン・バッサーノ

### 地勢・地形
- 河川：アッダ川

### 気候分類・地震分類
気候分類では、zona E, 2545 GGに分類される。
また、イタリアの地震リスク階級 (it) では、zona 3 (sismicità bassa) に分類される。

## 行政

### 分離集落
ピッツィゲットーネには、以下の分離集落（フラツィオーネ）がある。
- Ferie, Regona, Roggione

## 出身著名人
- ガエターノ・ベローニ （自転車競技選手）